# Alles kan een mens gelukkig maken
Alles kan een mens gelukkig maken is een single van Het Goede Doel met gastzanger René Froger van het album Iedereen is anders uit 1988. De single betekende begin 1989 de definitieve doorbraak voor Froger in de Nederlandse muziekwereld. De single is ook bekend onder de officieuze titel Een eigen huis, omdat deze woorden steeds terugkomen als begin van het refrein.

## Tekst en muziek
Henk Temming van Het Goede Doel schreef de muziek, waarbij Henk Westbroek de tekst voor zijn rekening nam.
De ik-figuur van het lied is iemand die materieel welvarend is – lekker eten, een eigen huis, luxegoederen – en ook sociaal niets te klagen heeft (fijne jeugd en geliefde). Toch zou hij gelukkiger willen zijn.
De zinsnede “een eigen huis, een plek onder de zon” is spreekwoordelijk geworden.

## Ontvangst
Alles kan een mens gelukkig maken was in Nederland op 3 maart 1989 de Alarmschijf. In de Nederlandse Top 40 stond de single twaalf weken genoteerd, waarvan drie op nummer 1. In de Nationale Hitparade Top 100 was deze zestien weken te vinden, waaronder een week op de hoogste positie. Van de single werden in totaal 300.000 exemplaren verkocht waardoor Froger zijn eerste meervoudige platina-award in ontvangst mocht nemen.
In Vlaanderen bereikte de plaat de vierde positie in zowel de voorloper van de Ultratop 50 als de Radio 2 Top 30.

## Hitnoteringen

### Nederlandse Top 40
| Hitnotering: 11-03-1989 t/m 27-05-1989 | Hitnotering: 11-03-1989 t/m 27-05-1989 | Hitnotering: 11-03-1989 t/m 27-05-1989 | Hitnotering: 11-03-1989 t/m 27-05-1989 | Hitnotering: 11-03-1989 t/m 27-05-1989 | Hitnotering: 11-03-1989 t/m 27-05-1989 | Hitnotering: 11-03-1989 t/m 27-05-1989 | Hitnotering: 11-03-1989 t/m 27-05-1989 | Hitnotering: 11-03-1989 t/m 27-05-1989 | Hitnotering: 11-03-1989 t/m 27-05-1989 | Hitnotering: 11-03-1989 t/m 27-05-1989 | Hitnotering: 11-03-1989 t/m 27-05-1989 | Hitnotering: 11-03-1989 t/m 27-05-1989 | Hitnotering: 11-03-1989 t/m 27-05-1989 |
| Week                                   | 1                                      | 2                                      | 3                                      | 4                                      | 5                                      | 6                                      | 7                                      | 8                                      | 9                                      | 10                                     | 11                                     | 12                                     |                                        |
| -------------------------------------- | -------------------------------------- | -------------------------------------- | -------------------------------------- | -------------------------------------- | -------------------------------------- | -------------------------------------- | -------------------------------------- | -------------------------------------- | -------------------------------------- | -------------------------------------- | -------------------------------------- | -------------------------------------- | -------------------------------------- |
| Nummer                                 | 12                                     | 4                                      | 1                                      | 1                                      | 1                                      | 3                                      | 3                                      | 7                                      | 13                                     | 21                                     | 35                                     | 37                                     | uit                                    |

### Nationale Hitparade Top 100
| Hitnotering: 04-03-1989 t/m 17-06-1989 | Hitnotering: 04-03-1989 t/m 17-06-1989 | Hitnotering: 04-03-1989 t/m 17-06-1989 | Hitnotering: 04-03-1989 t/m 17-06-1989 | Hitnotering: 04-03-1989 t/m 17-06-1989 | Hitnotering: 04-03-1989 t/m 17-06-1989 | Hitnotering: 04-03-1989 t/m 17-06-1989 | Hitnotering: 04-03-1989 t/m 17-06-1989 | Hitnotering: 04-03-1989 t/m 17-06-1989 | Hitnotering: 04-03-1989 t/m 17-06-1989 | Hitnotering: 04-03-1989 t/m 17-06-1989 | Hitnotering: 04-03-1989 t/m 17-06-1989 | Hitnotering: 04-03-1989 t/m 17-06-1989 | Hitnotering: 04-03-1989 t/m 17-06-1989 | Hitnotering: 04-03-1989 t/m 17-06-1989 | Hitnotering: 04-03-1989 t/m 17-06-1989 | Hitnotering: 04-03-1989 t/m 17-06-1989 | Hitnotering: 04-03-1989 t/m 17-06-1989 |
| Week                                   | 1                                      | 2                                      | 3                                      | 4                                      | 5                                      | 6                                      | 7                                      | 8                                      | 9                                      | 10                                     | 11                                     | 12                                     | 13                                     | 14                                     | 15                                     | 16                                     |                                        |
| -------------------------------------- | -------------------------------------- | -------------------------------------- | -------------------------------------- | -------------------------------------- | -------------------------------------- | -------------------------------------- | -------------------------------------- | -------------------------------------- | -------------------------------------- | -------------------------------------- | -------------------------------------- | -------------------------------------- | -------------------------------------- | -------------------------------------- | -------------------------------------- | -------------------------------------- | -------------------------------------- |
| Nummer                                 | 37                                     | 9                                      | 1                                      | 2                                      | 2                                      | 2                                      | 4                                      | 4                                      | 6                                      | 12                                     | 15                                     | 25                                     | 30                                     | 44                                     | 54                                     | 74                                     | uit                                    |

### VlaamseRadio 2 Top 30
| Hitnotering: 01-04-1989 t/m 27-05-1989 | Hitnotering: 01-04-1989 t/m 27-05-1989 | Hitnotering: 01-04-1989 t/m 27-05-1989 | Hitnotering: 01-04-1989 t/m 27-05-1989 | Hitnotering: 01-04-1989 t/m 27-05-1989 | Hitnotering: 01-04-1989 t/m 27-05-1989 | Hitnotering: 01-04-1989 t/m 27-05-1989 | Hitnotering: 01-04-1989 t/m 27-05-1989 | Hitnotering: 01-04-1989 t/m 27-05-1989 | Hitnotering: 01-04-1989 t/m 27-05-1989 | Hitnotering: 01-04-1989 t/m 27-05-1989 |
| Week                                   | 1                                      | 2                                      | 3                                      | 4                                      | 5                                      | 6                                      | 7                                      | 8                                      | 9                                      |                                        |
| -------------------------------------- | -------------------------------------- | -------------------------------------- | -------------------------------------- | -------------------------------------- | -------------------------------------- | -------------------------------------- | -------------------------------------- | -------------------------------------- | -------------------------------------- | -------------------------------------- |
| Nummer                                 | 21                                     | 19                                     | 13                                     | 6                                      | 10                                     | 6                                      | 4                                      | 6                                      | 9                                      | uit                                    |

### NPO Radio 2 Top 2000
| Nummer met noteringen in de NPO Radio 2 Top 2000 | '99 | '00  | '01  | '02  | '03  | '04  | '05  | '06  | '07  | '08  | '09 | '10  |
| ------------------------------------------------ | --- | ---- | ---- | ---- | ---- | ---- | ---- | ---- | ---- | ---- | --- | ---- |
| Alles kan een mens gelukkig maken                | 700 | 1021 | 1135 | 1706 | 1556 | 1555 | 1724 | 1532 | 1714 | 1588 | -   | 1898 |

1. ↑  Een '-' betekent dat het nummer niet was genoteerd en een vetgedrukt getal geeft de hoogste notering aan.
2. ↑  Deze tabel is bijgewerkt tot en met de laatste editie (2024).